# Phaisurellops geminus
Phaisurellops geminus är en stekelart som beskrevs av Heinrich 1967. Phaisurellops geminus ingår i släktet Phaisurellops och familjen brokparasitsteklar. Inga underarter finns listade i Catalogue of Life.